# Andrena fagopyri
Andrena fagopyri är en biart som beskrevs av Xu och Osamu Tadauchi 2005. Andrena fagopyri ingår i släktet sandbin, och familjen grävbin. Inga underarter finns listade i Catalogue of Life.